# Laura Groeseneken
Laura Groeseneken znana tudi kot Sennek, belgijska pevka in besedilopiska *30. april 1990

## Kariera
Sennek je sodelovala kot klaviaturistka pri belgijskem glasbeniku Ozarku Henryju ter tudi za na Rock Werchterju. Delala je tudi kot prodajalka blaga za IKEO, hkrati pa delala kot učiteljica petja v svojem domačem kraju.  Groeseneken je piše glasbo za belgijsko pop-rock skupino Hooverphonic in Alexa Calliera. 
Belgijska radiotelevizija je 28. septembra 2017 sporočila, da je interno izbrala predstavnika Belgije na Pesmi Evrovizije 2018. Pesem »A Matter of Time« je bila javnosti predstavljena 5. marca 2018. Nastopila je v prvem polfinalu in se s 91 točkami uvrstila na 12. mesto in se ni uvrstila v finale. 

## Diskografija

### Pesmi
- »A Matter of Time« (2018)
- »Endlessly« (2019)
- »Overtones« (2021)
- »Kaleidoscope« (2021)
- »Butterfly« (2021)